# Grand Prix Francie 1913

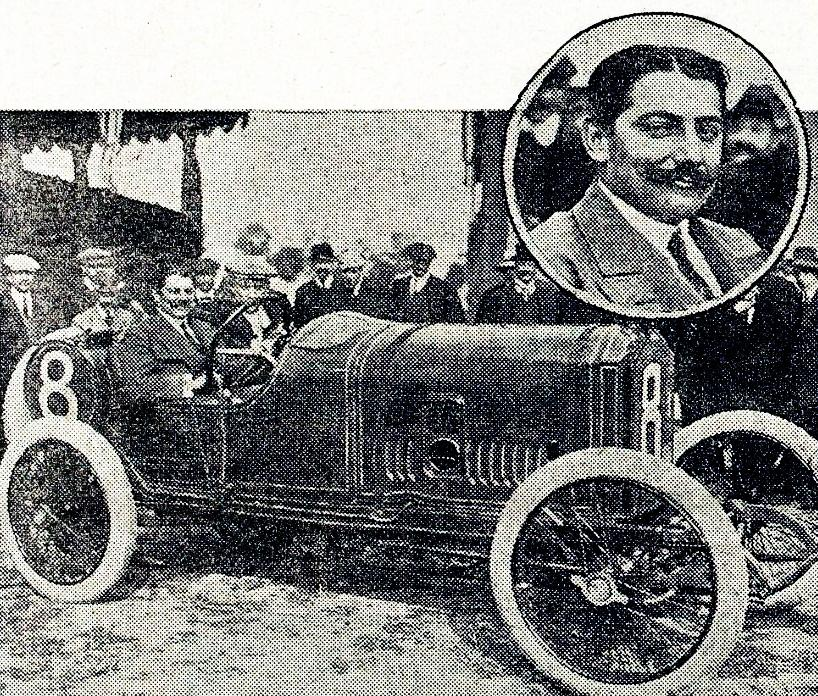
Vítěz – Georges Boillot (Peugeot, startovní číslo 8)

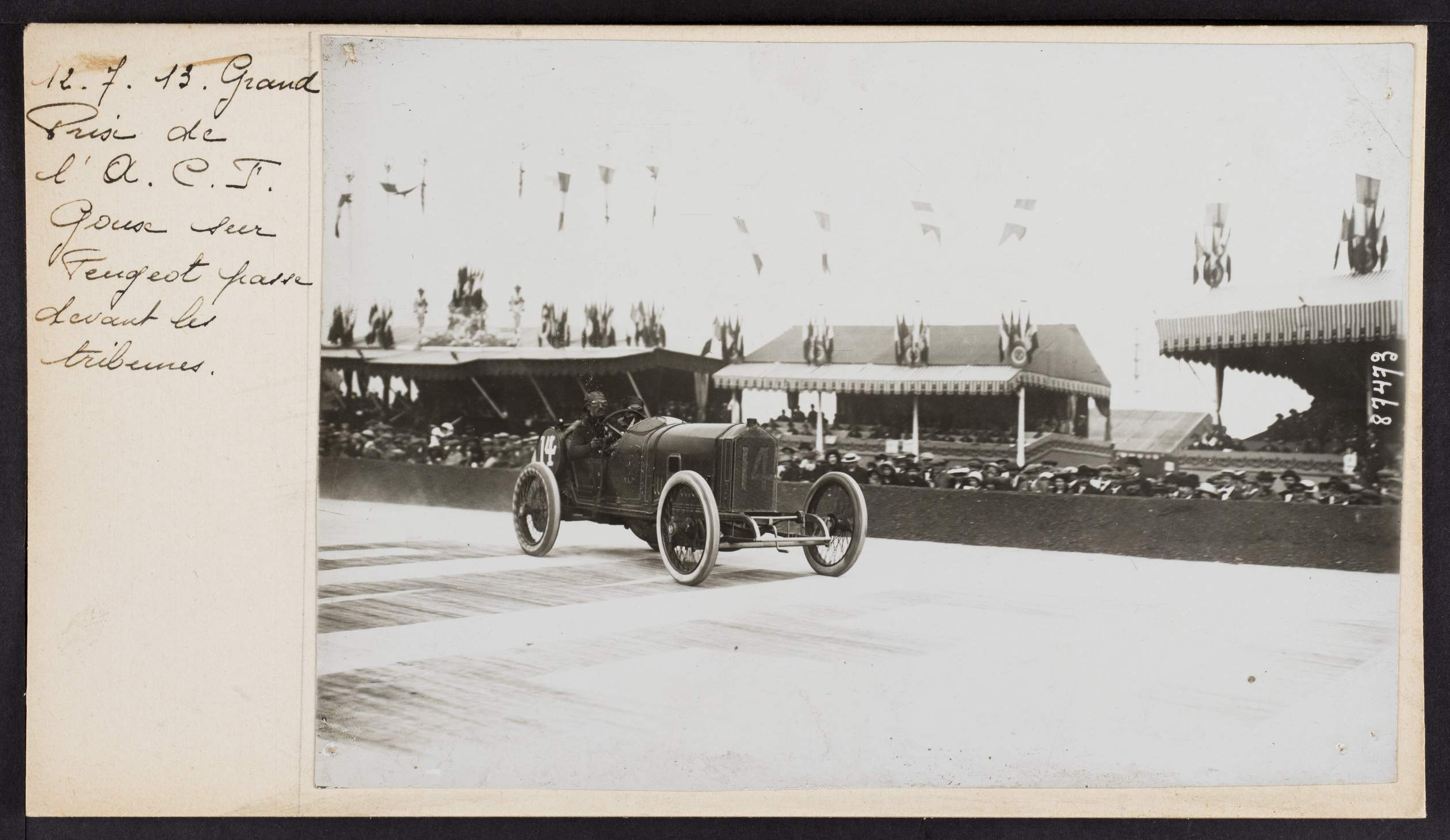
Jules Goux při průjezdu před tribunami

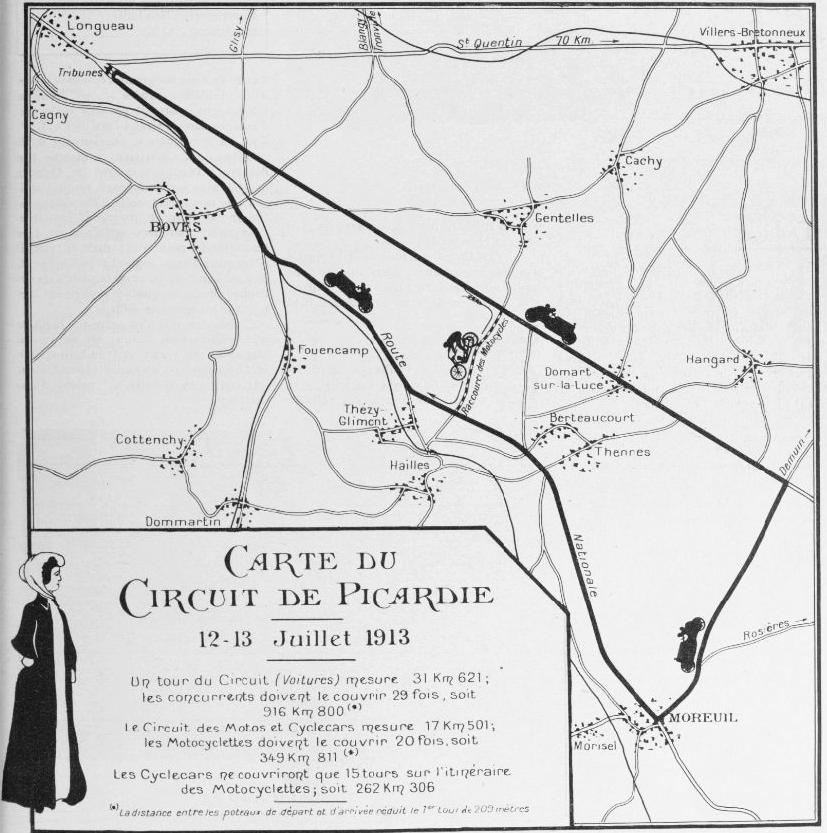
Le circuit de Picardie 1913, mapka

Grand Prix Francie 1913 byla Velká cena pořádaná Automobile Club de France v Amiens 12. července 1913.
Závod se jel na okruhu po veřejných silnicích, délka okruhu byla 31,62 km, jelo se 29 kol, závodníci tak ujeli celkem 916,98 km. Vítězem se stal Francouz Georges Boillot na voze Peugeot s celkovým časem 7 h 53 min 56 s. Druhý byl Jules Goux (Peugeot) a třetí dojel Jean Chassagne s vozem Sunbeam.

## Závod

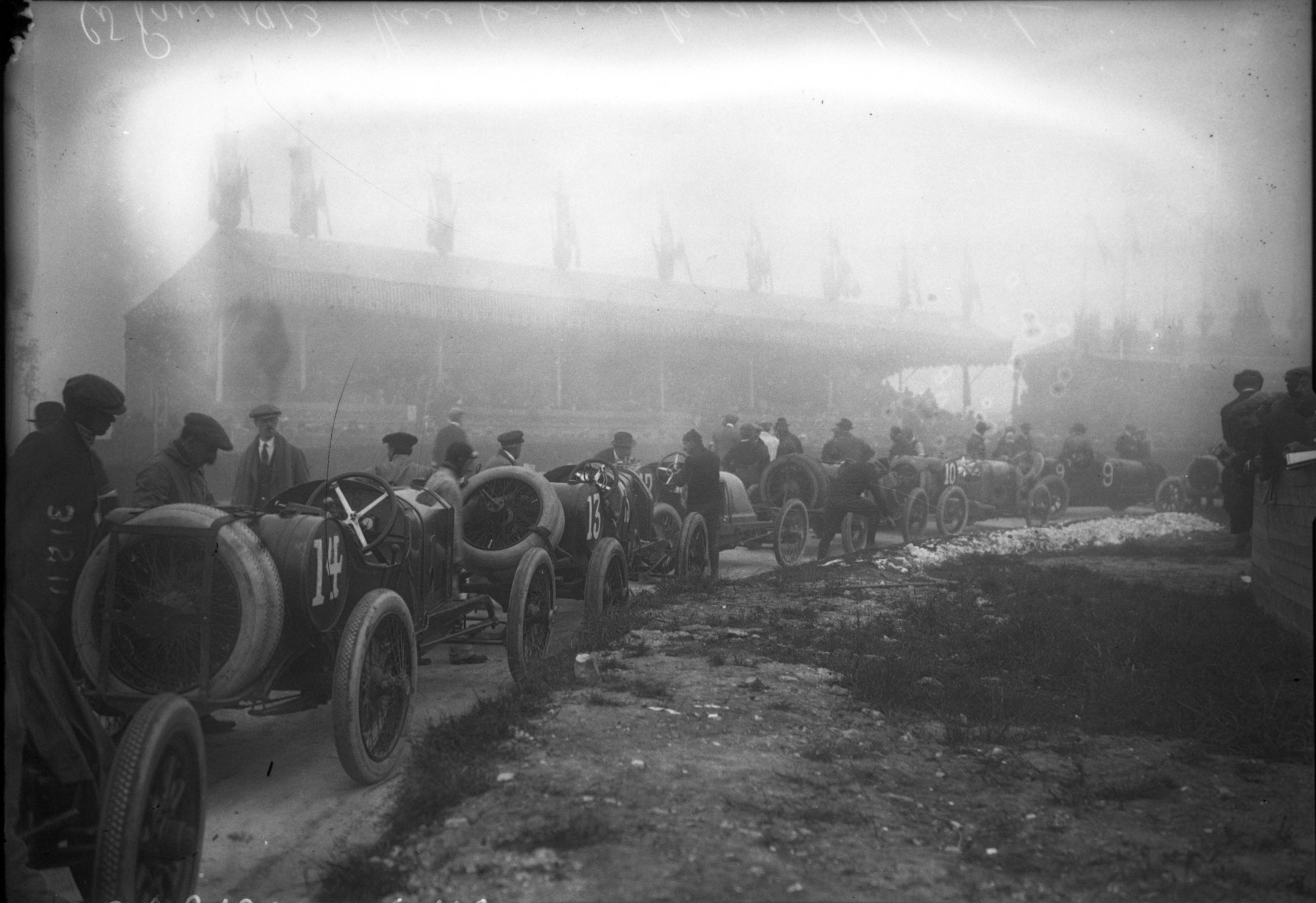
Vozy na startu Grand Prix Francie 1913 v Amiens

Pravidla pro ročník Grand Prix 1913 stanovovala minimální hmotnost vozu 800 kg, maximální hmotnost 1100 kg. Maximální spotřeba byla stanovena na 20 l/100 km.
Testování a přípravy na závod byly poznamenány třemi smrtelnými nehodami. Při zkoušení svého vozu Itala zahynul 22. května Guido Bigio. Při další nehodě zahynul 19. června v Marcilly-la-Campagne další italský závodník Paul Zuccarelli, když se jeho Peugeot srazil s vozíkem. Zabit byl i jeden z diváků, poté co Sunbeam K. L. Guinesse vyjel z trati a skončil v řece. Počet obětí okruhu veřejných silnic u Amiens tak vzrostl na 5 v pouhých dvou měsících, dva diváci byli zabiti v květnu. Po tomto závodě, který zahrnoval třináctikilometrový rovný úsek (známý dnes jako D934), už nebyl okruh u Amiens nikdy užit k automobilovým závodům.
Stejně jako v předchozím ročníku Grand Prix Francie 1912 zvítězil Georges Boillot s průměrnou rychlostí 116,096 km/h. Nejrychlejší kolo časem 15 minut 22 sekund zajel Paul Bablot s vozem Delage s průměrnou rychlostí 123,462 km/h.

## Klasifikace

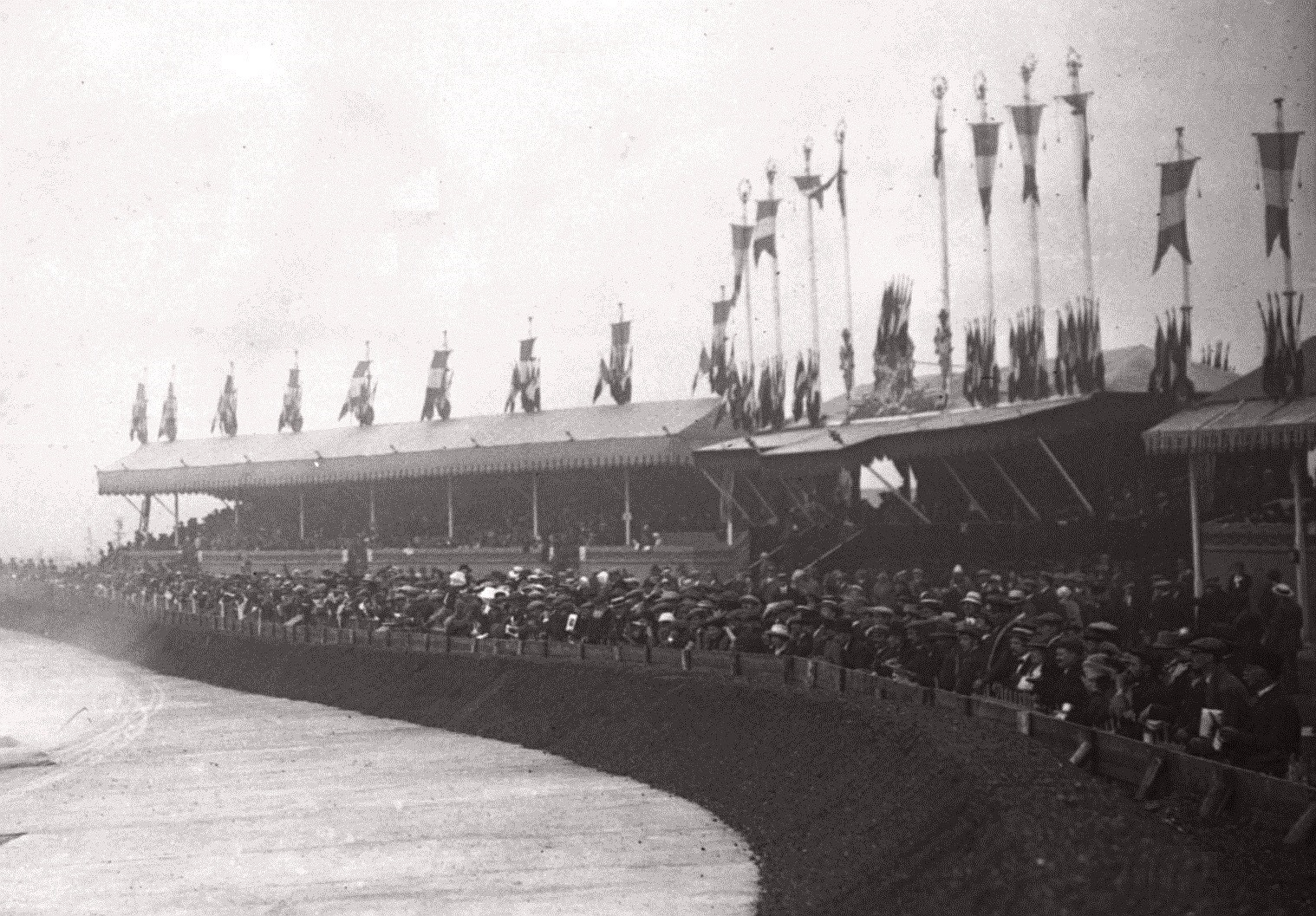
Tribuna v Amiens

| Umístění | Start č. | Řidič               | Vůz             | Ujetá kola | Čas/Příčina odstoupení |
| -------- | -------- | ------------------- | --------------- | ---------- | ---------------------- |
| 1        | 8        | Georges Boillot     | Peugeot L76 EX3 | 29         | 7:53:56.8              |
| 2        | 14       | Jules Goux          | Peugeot L76 EX3 |            | +2:25.6                |
| 3        | 15       | Jean Chassagne      | Sunbeam         |            | +12:23.4               |
| 4        | 2        | Paul Bablot         | Delage Y        |            | +22:16.8               |
| 5        | 10       | Albert Guyot        | Delage Y        |            | +24:02.0               |
| 6        | 9        | Dario Resta         | Sunbeam         |            | +27:41.6               |
| 7        | 16       | René Champoiseau    | Th. Schneider   |            | +50:40.4               |
| 8        | 5        | Joseph Christiaens  | Excelsior       |            | +1:03:26.8             |
| 9        | 20       | René Thomas         | Th. Schneider   |            | +1:10:15.4             |
| 10       | 6        | René Croquet        | Th. Schneider   |            | +1:18:55.8             |
| 11       | 11       | Sigurd Hornsted     | Excelsior       |            | +1:43:43.8             |
| Ret      | 19       | Kenelm Lee Guinness | Sunbeam         | 15         | nehoda                 |
| Ret      | 17       | Antonio Moriondo    | Itala           | 13         | pružina                |
| Ret      | 7        | Felice Nazzaro      | Itala           | 12         | pružina                |
| Ret      | 4        | Dragutin Esser      | Mathis          | 8          | ventily                |
| Ret      | 1        | Gustave Caillois    | Sunbeam         | 4          | rameno nápravy         |
| Ret      | 12       | Fernand Gabriel     | Th. Schneider   | 3          | karburátor             |
| Ret      | 3        | Carl Jörns          | Opel            | 1          | motor                  |
| Ret      | 18       | Delpierre           | Peugeot L76 EX3 | 1          | nehoda                 |
| Ret      | 13       | H. Pope             | Itala           | 1          | motor                  |